# Julie Piga
Julie Piga (* 12. Januar 1998 in Lyon) ist eine in Frankreich geborene italienische Fußballspielerin.

## Karriere

### Verein
Nach Einsätzen für die Jugend von Olympique Lyon wechselte Piga zur Saison 2016/17 von deren U19 in die erste Mannschaft. Ihr Debüt für diese gab sie jedoch bereits am 21. Mai 2016, als sie bei einem 1:1 gegen Montpellier zur 59. Minute für Estelle Cascarino eingewechselt wurde. In der Folgesaison folgte ein einziger Kurzeinsatz, wonach sie im Januar 2017 an Grenoble Foot 38 verliehen wurde. Zur Spielzeit 2017/18 unterschrieb sie dort einen langfristigen Vertrag. Nach etwa zweieinhalb Jahren verließ sie den Klub in Richtung Fleury 91, dort erhielt sie später durch den erfolgten Aufstieg auch wieder Einsätze in der Division 1.
Seit der Saison 2023/24 steht sie in Italien beim AC Mailand unter Vertrag.

### Nationalmannschaft
In den U-Mannschaften vertrat sie stets französische Nationalteams. So nahm sie mit der U17 an der Europameisterschaft 2015 teil und später mit der U19 an der Europameisterschaft 2017. Durch das Erreichen des Finales folgte anschließend mit der U20 die Teilnahme an der Weltmeisterschaft 2018, bei der sie mit ihrem Team den vierten Platz erreichte. 
Im Vorfeld der Weltmeisterschaft 2023 entschied sie sich, fortan für die italienische A-Nationalmannschaft auflaufen zu wollen, für welche sie durch ihren italienischen Vater auch spielberechtigt ist. Jedoch kam sie nicht in den finalen Kader des Turniers. 
Nach fünf Länderspielen wurde sie am 24. Juni 2025 für den EM-Kader nominiert.